# Hypolepis munchii
Hypolepis munchii là một loài thực vật có mạch trong họ Dennstaedtiaceae. Loài này được (Christ) Mickel mô tả khoa học đầu tiên năm 2004.